# Курганский, Андрей Викторович
Курганский Андрей Викторович (род. 4 августа 1961) — исполняющий обязанности президента футбольного клуба «Металлург» (Запорожье) в 2006—2012 годах.

## Карьера
Образование высшее. Мастер спорта СССР по самбо. Заслуженный тренер Украины по дзюдо. C 2002 года вице-президент ФК «Металлург». С 21 апреля 2006 года по 2012 год и. о. президента ФК «Металлург».
Тренировал дзюдоистов — участников летних Олимпийских игр 2008 Евгения Сотникова и Людмилу Лусникову.